# Claude N'Goran
Pour les articles homonymes, voir N'Goran.
Claude N'Goran, né le 18 mars 1975 à Adzopé, est un ancien joueur de tennis ivoirien.
Il est le meilleur joueur de tennis Ivoirien, ayant atteint la 200e place mondiale en 1995.
Il est également le frère cadet de Clément N'Goran, pionnier du tennis ivoirien, partenaire de double en Coupe Davis et membre des 300 meilleurs mondiaux à l'ATP.

## Carrière
N'goran Claude N'Goran participe à la Coupe Davis junior en 1990 où l'équipe finit dernière et en 1991 où elle termine 14e. En 1993, il atteint les quarts de finale en double à Roland Garros et les huitièmes en simple à Wimbledon et à l'Orange Bowl. Il est également sacré champion d'Afrique junior.
Il passe professionnel en 1993 et grâce à de bons résultats acquis sur le circuit Satellite fin 1994 (2 titres et une 2e place), il finit l'année à la 245e place, soit son meilleur classement de fin de saison. En 1995, il parvient à se qualifier pour le Masters de Miami en éliminant Miguel Tobón, Murphy Jensen et Francisco Montana. Il échoue au premier tour face à MaliVai Washington (6-4, 6-2). Il enchaîne dans des tournois Challenger avec un quart de finale à Nagoya, une demi à Tampere et deux succès en double. Il atteint au mois d'août le meilleur classement de sa carrière : 200e. En 1996, il reçoit une invitation pour participer aux Jeux olympiques d'Atlanta en double avec son frère Clément. Ils sont battus au second tour par la paire néerlandaise composée de Jacco Eltingh et Paul Haarhuis (6-4, 6-4).
Après une saison 1997 en demi-teinte, il retrouve le succès dans les nouveaux tournois Future et remporte son premier titre au Togo début 1998. Il arrête sa carrière internationale en 1999, jouant seulement quelques tournois en France. En 2000, il parvient à intégrer le tableau du Grand Prix de Toulouse en double, avec un statut de lucky loser, au côté de Lionel Barthez, s'inclinant face aux futurs vainqueurs Julien Boutter et Fabrice Santoro. Il rejoue dans les tournois Future en 2002, disputant essentiellement les étapes du circuit africain. Il s'impose notamment lors du Satellite d'Afrique de l'Ouest grâce à trois victoires consécutives. Il participe enfin à deux tournois au Nigeria en 2004 et un à Dakar en 2005 où il est demi-finaliste.

### Coupe Davis
N'goran Claude N'Goran est le joueur le plus prolifique de l'équipe de Côte d'Ivoire de Coupe Davis. Membre entre 1990 et 2008, il détient les records de l'équipe en nombre de matchs joués, de victoires en simple (37 pour 20 défaites) et en double (16 pour 21 défaites), de rencontres jouées (45) et de longévité (18 ans). Il fut le joueur n°1 de l'équipe pendant 15 ans.
L'équipe a évolué essentiellement dans le groupe II de la zone euro-africaine où elle a atteint à trois reprises les demi-finales : en 1998 (défaite 4-1 contre la Biélorussie), 2000 (5-0 contre la Croatie) et 2002 (4-1 contre la Norvège).
Il a représenté la Côte d'Ivoire à quatre éditions des Jeux africains, remportant la médaille d'argent en simple en 1991 et 1995, l'or par équipe en 1999 contre l'Afrique du Sud et le bronze en simple en 2003.

## Palmarès
N'goran Claude N'Goran a participé à cinq tournois du Grand Chelem entre 1995 et 1996 mais il n'a jamais gagné un match.
Il a remporté quatre tournois Challenger en double : Asuncion et Cali (avec Francisco Montana) en 1995 et Salinas (avec Juan-Carlos Bianchi) et Montauban (avec Gilles Bastie) en 1996. Il a aussi disputé deux finales.
Il compte à son actif quatre tournois Future : un au Togo en simple et en Ukraine en double en 1998 et deux au Nigeria en double en 2003. Sur le circuit Satellite, il a remporté le tournoi de Colombie et d'Afrique de l'Ouest en 1994 et a fini 2e au Pérou la même année. Il s'impose également au Ghana en 2002.
Dans les tournois africains, il compte notamment un titre à Bamako en 2000 et 2001 ainsi qu'à Cotonou et Lomé en 2002.

## Parcours dans lesMasters 1000
| Année | Indian Wells | Miami                  | Monte-Carlo | Hambourg | Rome | Canada | Cincinnati | Essen | Paris |
| ----- | ------------ | ---------------------- | ----------- | -------- | ---- | ------ | ---------- | ----- | ----- |
| 1995  | -            | 1er tour M. Washington | -           | -        | -    | -      | -          | -     | -     |

N.B. : sous le résultat se trouve le nom de l’ultime adversaire.